# Real Monasterio de la Encarnación

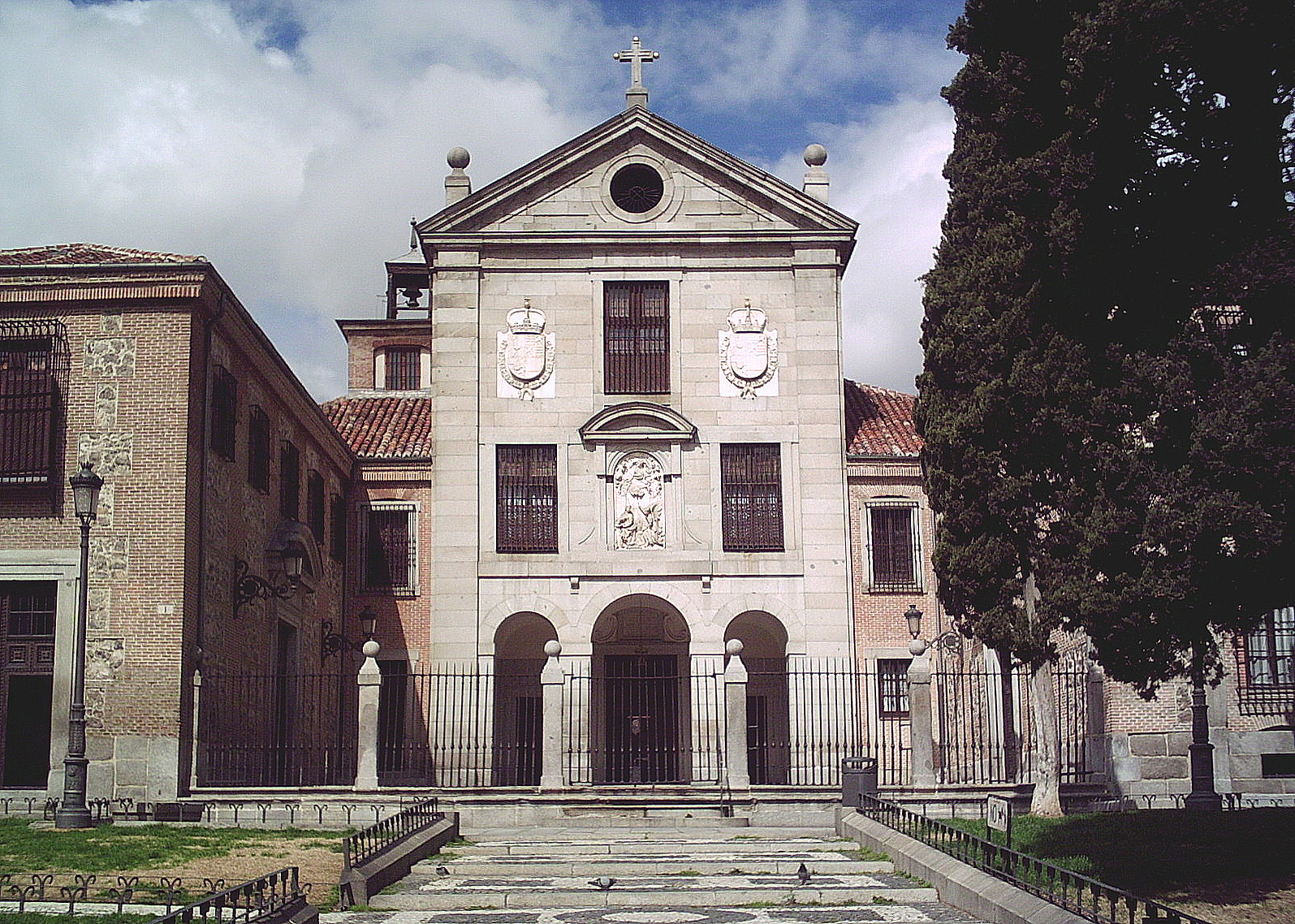
Das Real Monasterio de la Encarnación.

Das Real Monasterio de la Encarnación ist ein Kloster des Augustinerordens in Madrid. Es wurde von Margarete von Österreich, der Ehefrau von König Philipp III., gegründet und nahm vor allem Frauen aus den höheren Schichten auf. Das Real Monasterio de la Encarnación gehört zum Patrimonio Nacional und ist der Öffentlichkeit zugänglich. Es beherbergt bedeutende spanische Kulturgüter.
Das Kloster wurde neben dem Real Alcázar de Madrid, der sich auf dem Gelände des heutigen Königspalasts in Madrid befand, errichtet und hatte einen direkten Zugang für die königliche Familie. Die Klosteranlage war von dem Architekten und Mönch Alberto de la Madre de Dios im Herrera-Stil entworfen worden und wurde zwischen 1611 und 1616 aus weißem und schwarzem Granit errichtet. Am 2. Juli 1616 wurde das Kloster eingeweiht. Es war künstlerisch reich ausgestattet unter anderem mit Altarbildern und Fresken von Malern, die am Hof tätig waren, wie Vicente Carducho und Juan van der Hamen y León. Von Carducho stammt das Gemälde des Hochaltars, das eine Mariä Verkündigung zeigt. Das Kloster beherbergt heute Gemälde und Skulpturen mit Werken von Luca Giordano, Juan van der Hamen y León, Pedro de Mena, Gregorio Fernández und José de Mora. Die Schönheit des Klosters wurde oft gerühmt. So etwa von Cassiano dal Pozzo, der vor allem den Blick in die Galerien bewundernd hervorhob. Sein Arbeitgeber, der Kardinal Francesco Barberini, besuchte das Kloster während seines Aufenthaltes in Madrid neunmal. Im 18. Jahrhundert kam es zu einer Umgestaltung in deren Folge etwa Altäre umpositioniert wurden und neue Fresken von Francisco Bayeu gemalt wurden.
Seit 1965 ist das Kloster der Öffentlichkeit zugänglich, was zugleich eine verstärkte kunstgeschichtliche Forschung ermöglichte und somit etwa zu neuen Erkenntnissen zum Werk Juan van der Hamens führte. In jüngster Vergangenheit wurden die Gemälde des Klosters restauriert.

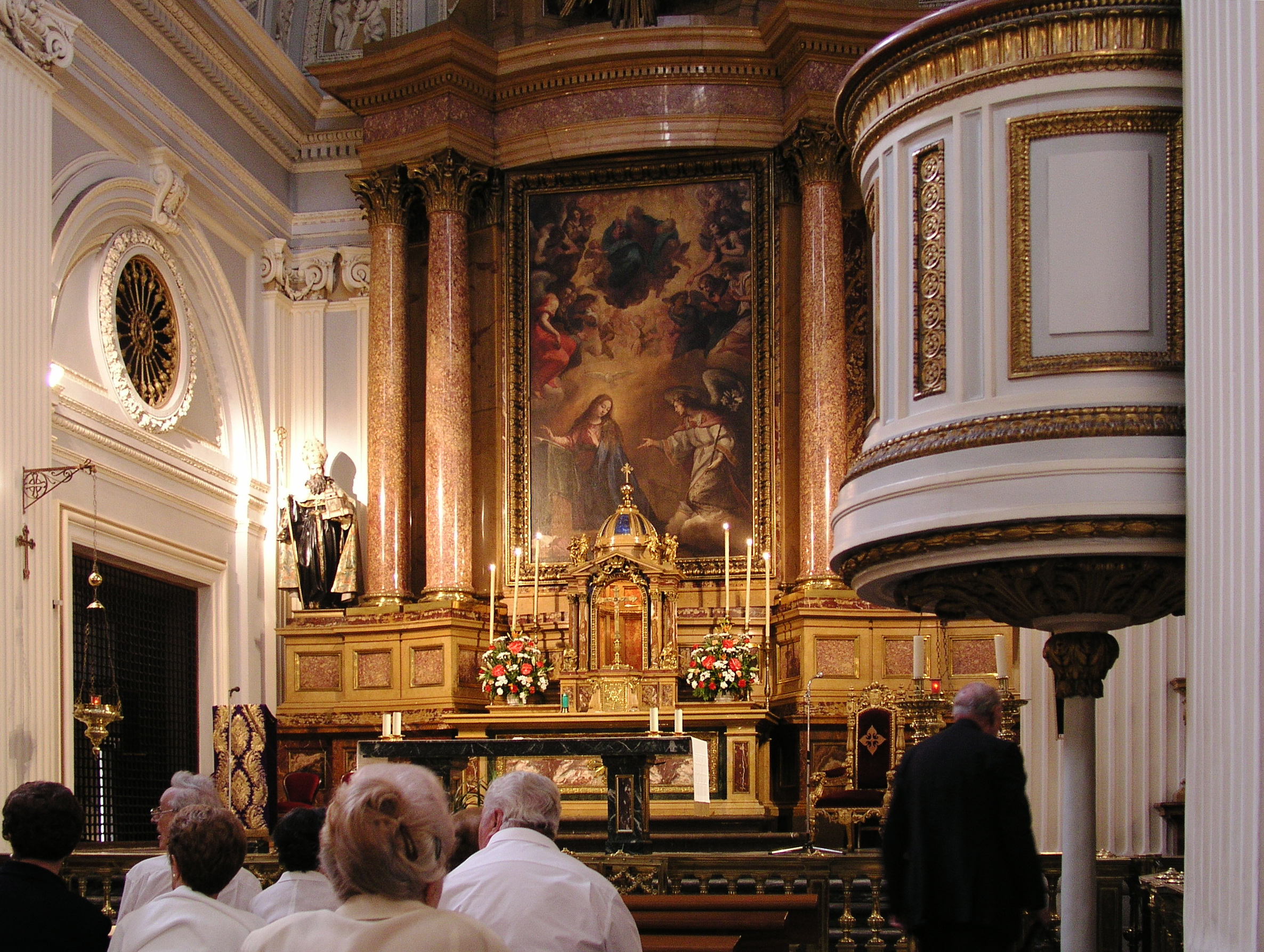
Der Hochaltar mit Mariä Verkündigung von Vicente Carducho
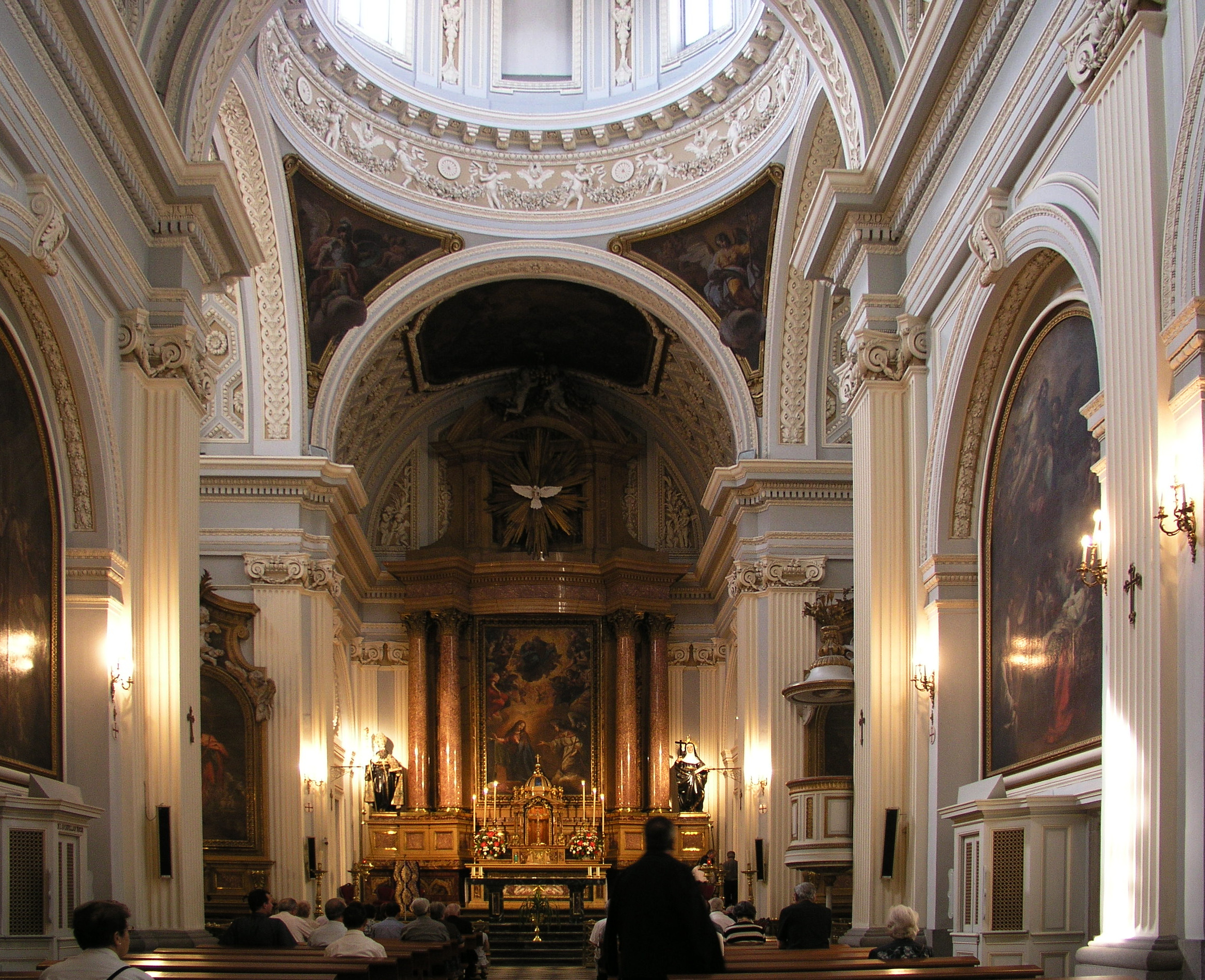
Blick in das Mittelschiff der Klosterkirche
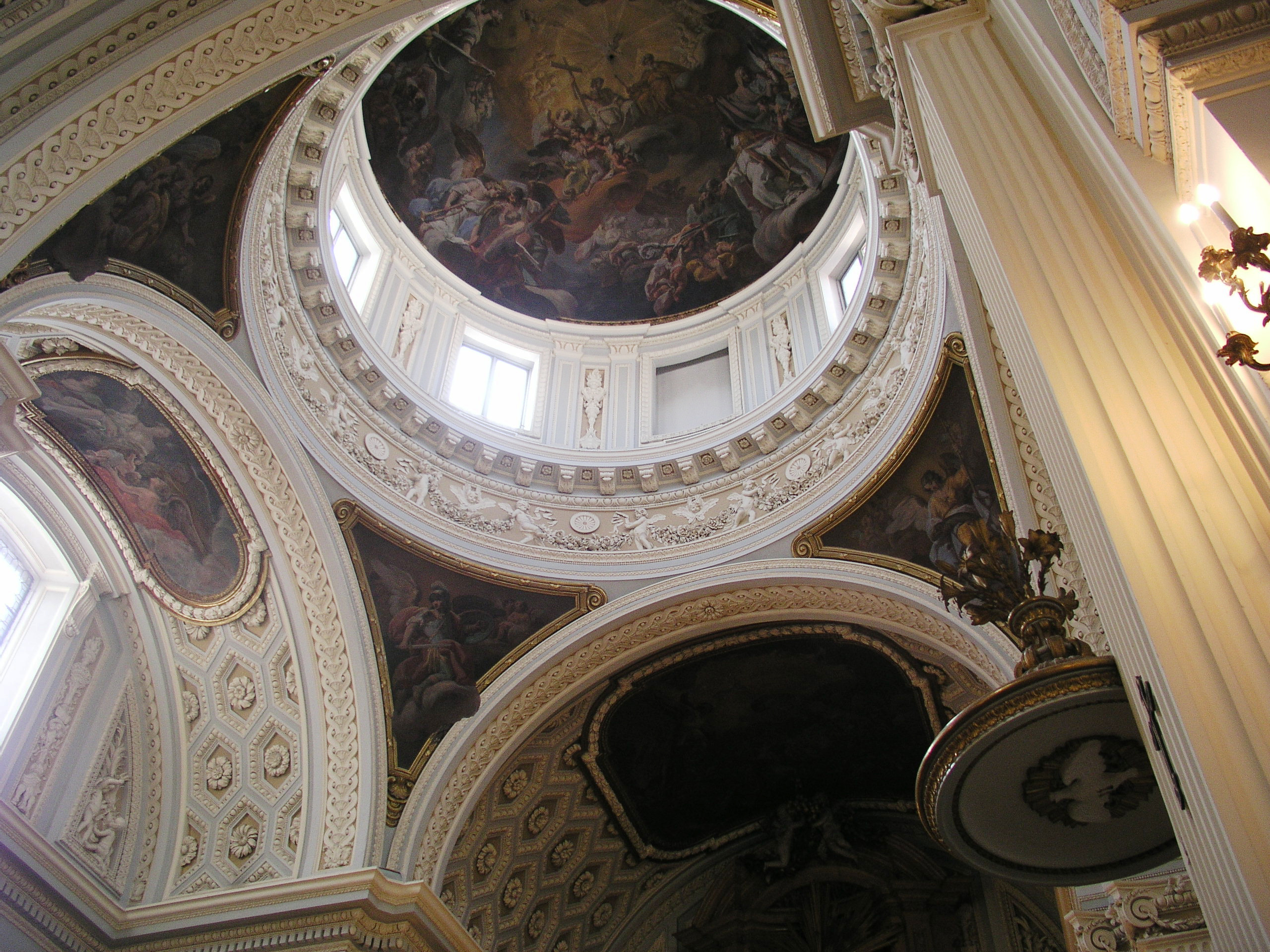
Blick in die Kuppel der Kirche

Sehr bekannt ist das Blutverflüssigungswunder einer dem hl. Pantaleon zugeordneten Blutreliquie jeweils am Vorabend des 27. Juli, das zu den touristischen Höhepunkten von Madrid gezählt wird und jährlich Tausende von Besuchern in das Kloster zieht.